# Markó Árpád
Markó Árpád (Rozsnyó, 1885. október 12. – Budapest, 1966. szeptember 17.) magyar katonatiszt, levéltáros, történész, a Magyar Tudományos Akadémia tagja, mindmáig az utolsó katona a tagok közül.

## Élete
Középiskolai tanulmányait a rozsnyói evangélikus főgimnáziumban végezte. Ezt követően a bécsújhelyi katonai akadémiára került, majd a hároméves tanfolyamot követően hadnaggyá avatták. 1906-tól a 34. kassai közös gyalogezrednél szolgált. Az első világháború harcaiban csapattisztként vett részt. A háború során magaviseletéért, bátorságáért több kitüntetést is kapott. 1920–21-ben a „nemzeti hadsereg” tisztjeként szolgált, majd 1921-ben a fővárosi Hadtörténeti Levéltárban kapott munkát. 1930 és 1940 között a régi levéltári osztály vezetőjeként működött. 1940-ben ezredesi rendfokozatban helyezték nyugállományba. 1950-ben honvédségi nyugdíját is elvették. 1946-tól Rábapatonán, 1948-tól Budapesten, 1951-től az evangélikus szeretetotthonban élt.
A Magyar Történelmi Társulat 1932-ben igazgatóválasztmányi tagjává választotta. 1934-től a Magyar Tudományos Akadémia levelező tagja. A szocializmus idején tudományos címeit elkobozták, de Markó szívós munkával ismét tudományos fokozatokat szerzett. A Magyar Tudományos Akadémián 1949-ben ismét tanácskozó taggá minősítették. (Levelező tagságát csak halála után, 1989. május 9-én állították vissza.) 1953-ban a történelemtudományok kandidátusa, egy évvel halála előtt, 1965-ben a történelemtudományok doktora címet kapta. Egy évvel később, 1966-ban hunyt el Budapesten 81 éves korában. Bár a fővárosi Farkasréti temetőben tervezte temetését, de hamvait nem itt, hanem Rábapatonán helyezték végső nyugalomra. Síremléke nem maradt fenn.

## Művei

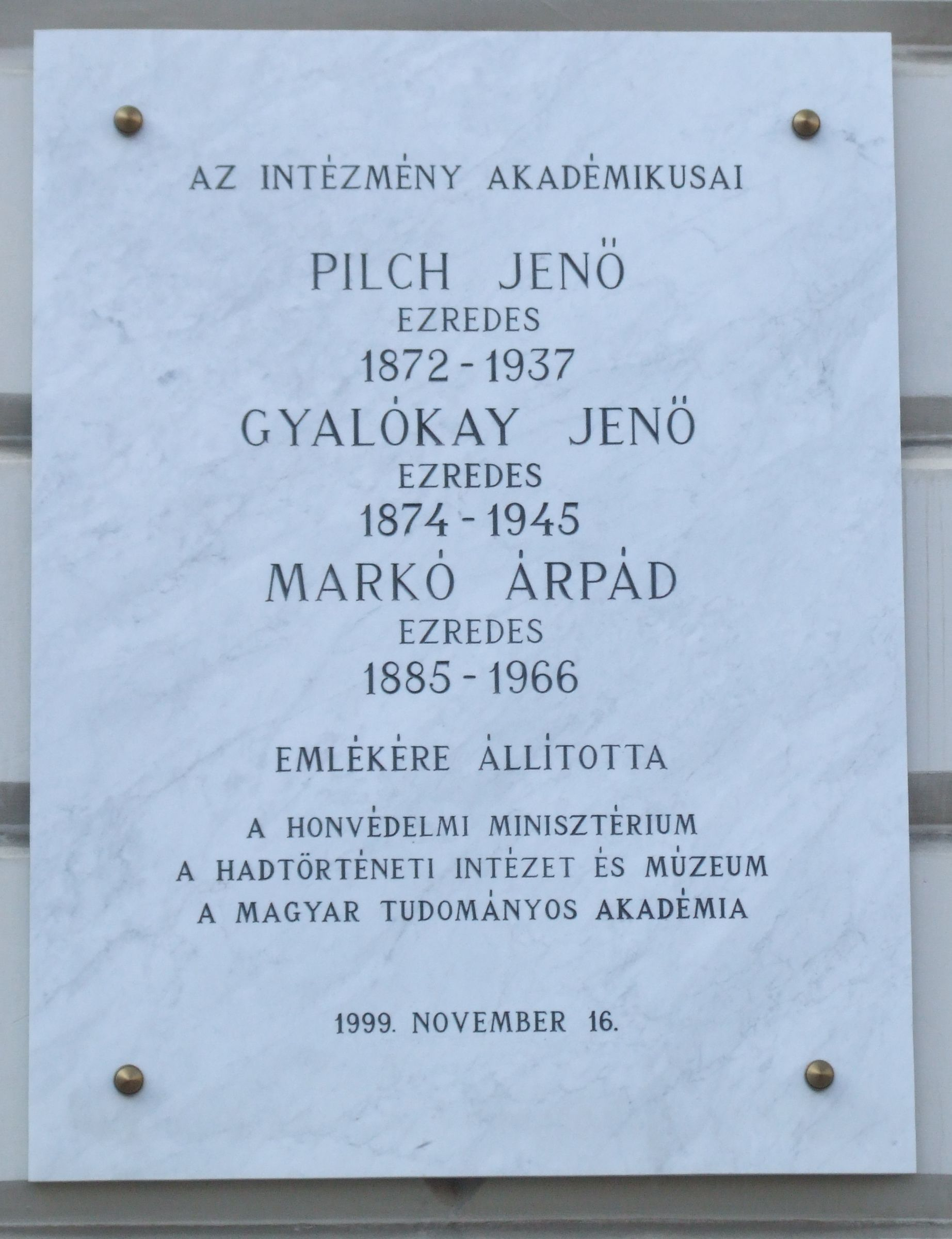
A Hadtörténeti Intézet akadémikusainak emléktáblája

### Cikkek
- Két mozgalmas év a magyar nemestestőrség életéből. Kisfaludy Sándor eltávolítása a gárdából, 1796. Századok, 1929
- A romhányi csata. 1710. január 22. Hadtörténelmi Közlemények, 1930. → Hasonmás kiad. Romhányi turul kiadványok. Romhány, 1992
- A szomolányi kuruc győzelem. Századok, 1931
- A trencséni csata. 1708. augusztus 3. Hadtörténelmi Közlemények, 1931
- Gróf Bercsényi Miklós felvidéki hadjárata. 1703. november–december. Hadtörténelmi Közlemények, 1932
- A nagyszombati csata. 1704. december 26. 1–2. Századok, 1933
- Az 1704. évi erdélyi kuruc hadjárat. Hadtörténelmi Közlemények, 1933
- II. Rákóczi Ferenc haditervei és azok kapcsolata a spanyol örökösödési háború eseményeivel. Századok, 1936
- Hadilevéltárak. Levéltári Közlemények, 1937
- A francia forradalom és a napóleoni idők magyar katonája. Hadtörténelmi Közlemények, 1939
- A magyar véderő eszméje gr. Zrínyi Miklós munkáiban. Hadtörténelmi Közlemények, 1940
- A Rákóczi-szabadságharc legfontosabb katonai szabályzatai. Tóth Gyulával. Hadtörténelmi Közlemények, 1954
- Le Maire francia–kuruc hadmérnök brigadéros szemlejelentése Szatmár és Ecsed várainak állapotáról, 1705 februárjában. Hadtörténelmi Közlemények, 1955
- Helyzetjelentések II. Rákóczi Ferenc szabadságharcából. Hadtörténelmi Közlemények, 1956
- A Bercsényi család legutolsó tagja, gr. Bercsényi László huszár alezredes. 1781–1835 – Károlyi Sándor tábornok beszámoló jelentése az erdélyi hadihelyzetről, 1706 tavaszán. Hadtörténelmi Közlemények, 1957
- Adalékok a Rákóczi-szabadságharc hadihelyzetéhez Erdélyben, 1705 novemberétől 1706 nyár elejéig. Századok, 1957
- Adalékok a magyar katonai nyelv fejlődéstörténetéhez. 1–7. Hadtörténelmi Közlemények, 1958–1961
- A csornai ütközet. 1849. június 13.. Balázs Józseffel. Hadtörténelmi Közlemények, 1960
- Le Maire francia–kuruc hadmérnök, brigadéros emlékirata XIV. Lajoshoz, Rákóczi szabadságharcának utolsó idejéről. Hadtörténelmi Közlemények, 1962
- Adalékok Lőcse kapitulációjának történetéhez. Századok, 1964

### Könyvfejezetek
- A magyar katona vitézségének ezer éve. I–II. kötet. Írta Berkó Istvánnal, Gyalókay Jenővel. Szerk. Pilch Jenő. A bevezetőket Horthy Miklós, József főherceg és Gömbös Gyula írták. Budapest, 1933
- A magyar huszár. A magyar lovas katona ezer évének története. Írta Szakonyi Lajossal. Szerk. Ajtay Endre, Péczely László, Reé László. Kiadói aranyozott egészvászonkötésben. Budapest, 1936
- A cs. és kir. 34. Magyar Gyalogezred története. 1734–1918. Összeáll. és szerk. Lányi-Lindner Sándorral, Bialoskórski Ödönnel. Ill. Schubert Frigyes és Szmolik Ede. Budapest, 1937
- Insurrectio és állandó hadsereg. In: Magyar művelődéstörténet. III. Budapest, 1942. → reprint kiad.: Szekszárd, 1993
- Sorsdöntő csaták Marathontól a második világháborúig. I–II. kötet. Szerk. Lukinich Imrével. Budapest, 1942

### Szövegkiadások
- Gróf Zrínyi Miklós prózai munkái. Sajtó alá rendezte, a kísérő tanulmányt írta. Budapest, 1939. (A Magyar Szemle klasszikusai) → új kiadás: Budapest, 2007
- Zrínyi Miklós levelei. Bevezette, jegyzetekkel ellátta. Budapest, 1950

### Könyvek
- Kossuth fogsága: Kossuth eddig ismeretlen levelei a Magyar Királyi Hadtörténelmi Levéltárban őrzött eredeti okmányok alapján. Budapest, 1928
- A tavarnoki kuruc zsákmányolás és az egerszegi harc: 1710. februárius 11–13. Pécs, 1929
- Balassagyarmat, 1932. → reprint kiadás: Romhány, 1992
- II. Rákóczi Ferenc, a hadvezér. Budapest, 1934 (A Magyar Tudományos Akadémia Könyvkiadó Vállalata)
- A liptói kuruc hadjárat 1709 augusztusában. (Akadémiai székfoglaló is.) Budapest, 1935 (Értekezések a történeti tudományok köréből) → kivonatosan: Akadémiai Értesítő, 1935
- II. Rákóczi Ferenc. Budapest, 1935 (A Magyar Szemle Kincsestára)
- A felszabadulás eszméjének magyar apostola: gr. Zrínyi Miklós. Budapest, 1936 (Tanulmányok Budapest múltjából)
- Gróf Zrínyi Miklós. Budapest, 1936, 2. kiadás: 1942 (A Magyar Szemle Kincsestára)
- Magyar csapatok Mária Terézia királynő háborúiban (1740–1780). Budapest, 1939
- Magyar hadművészet. Budapest, 1940 (Nemzeti Könyvtár)
- II. Rákóczi Ferenc felkelésének svéd vonatkozásai. Budapest, 1942 (A Magyar–Svéd Társaság Könyvei)
- Magyarország hadtörténete. 3 táblával. Budapest, 1943 (Nemzetnevelők Könyvtára) → hasonmás kiadás: Az utószót írta Tóth Gyula és Vargyai Gyula. Budapest, 1994
- Elfelejtett magyar hadvezérek. Regényes életrajzok. Illusztrációk és borító Jeges Ernő. Budapest, 1944 (Nemzeti Könyvtár)
- Futaki gróf Hadik András tábornagy. Monográfia. 8 táblával, 1 térképpel. Budapest, 1944
- Egy elfelejtett magyar írókatona. Jakkó László huszárkapitány. 1781–1833. Budapest, 1960 (Értekezések a történeti tudományok köréből. Új sorozat)
- Kossuth Lajos hadtudományi munkái. Doktori értekezés. Budapest, 1965
- XII. Károly svéd király és Magyarország. Szerkesztette, az utószót írta Mezey István. Budapest, 1970 (Acta Sueco–Hungarica)

### Halála után megjelent könyvek
- II. Rákóczi Ferenc csatái. Válogatott tanulmányok. Válogatta, sajtó alá rendezte Mészáros Kálmán. Felsőoktatási segédkönyv. Budapest, 2003
- Hadik András altábornagy berlini vállalkozása. 1757. október 10–23. Szerk. Bognár József. Budapest, 2010 (Magyar Ház Könyvek)
- Tudós és katona. Markó Árpád visszaemlékezései I–II. kötet. Sajtó alá rendezte Kincses Katalin Mária és Mészáros Kálmán. Budapest, 2014 (A Hadtörténeti Intézet és Múzeum kiadványa)
- Kossuth Lajos hadtudományi munkálatai törökországi emigrációja alatt, 1850–1851; sajtó alá rend., jegyz., előszó Süli Attila; Ludovika Egyetemi Kiadó, Budapest, 2022 (Pro militum artibus)

### Idegen nyelvű könyvek
- Les soldats francais dans la guerre d'independance du Prince Francois Rákóczi (1703–1711). Párizs, 1934
- Ungarisches Soldatentum 895–1914. Budapest–Lipcse–Milánó, 1942

### Rábapatonai naplója
„Markó Árpád rábapatonai kötődését feleségének Markó Árpádné Sárkány Ilonának köszönheti. Felesége öröksége által a család tulajdonában volt a község határában található Dénesháza-pusztai kastély a hozzá tartozó 113 kh birtokkal együtt. Ennek köszönhetően aktív éveiben is többször időzött Rábapatonán, 1940-ben történő nyugdíjba vonulását követően pedig 1945 januárjáig a téli három hónap kivételével minden idejét a dénesházi családi kastélyban töltötte. A háborús események miatt 1944 tavaszán budapesti lakásukat véglegesen hátrahagyták, és vidéki birtokukra költöztek feleségével. Végül a front közeledése miatt 1945. január 5-én hagyták el a patonai kastélyt, és Beledre menekülnek. A háború Patonán töltött utolsó hónapjairól és az azt követő viszontagságaikról 1948-ban egy családi használatra készített visszaemlékezést írt, amely felbecsülhetetlen értékű, eddig ismeretlen adatokat tartalmaz falunk háborús történetéről. Markó Árpád kézirata elsőként a Hadtörténelmi Közlemények 2013. decemberi számában jelent meg.”

### Kéziratok
Megmaradt kéziratos hagyatékát az MTA Könyvtár Kézirattára és a Hadtörténelmi Levéltár őrzi.

## Egyéb irodalom
- R. Várkonyi Ágnes: Markó Árpád. Századok, 1968
- Tóth Gyula – Vargyai Gyula: Markó Árpád (1885–1966), a magyar hadtörténetírás klasszikusa. Markó Árpád: Magyarország hadtörténete. Budapest, 1994
- Tóth Gyula: Markó Árpád, a magyar hadtörténetírók nesztora. Magyar Tudomány, 1996
- Tóth Gyula: Markó Árpád. Századok, 2000
- Ablonczy Balázs 2019: Menni vagy maradni?